# 遠景村
遠景村（英語：Yuen King Tsuen）是香港九龍觀塘佐敦谷的一條已清拆的寮屋村落，原位於佐敦谷水塘東北面、平山山背的山谷。

## 歷史

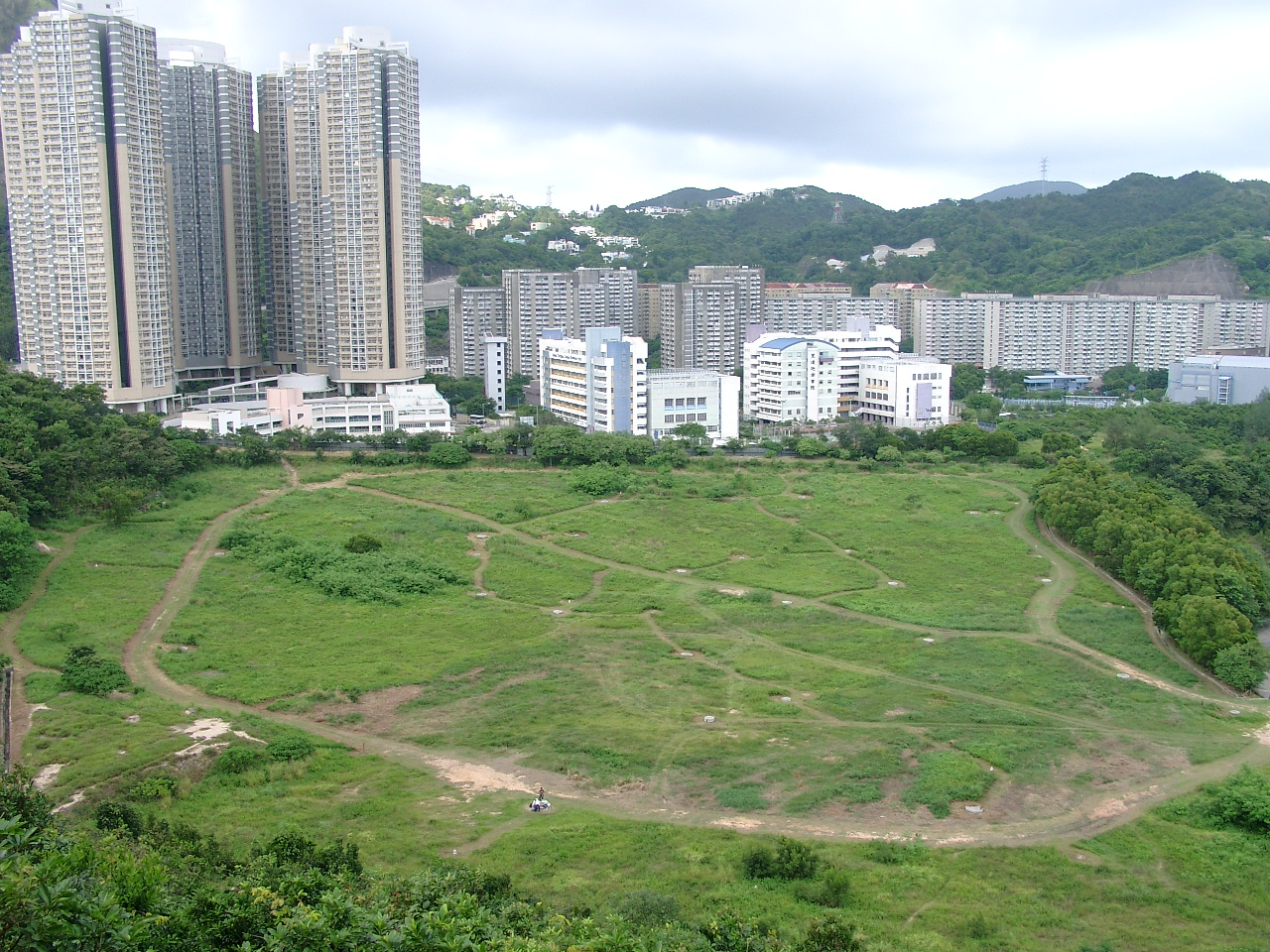
被填平的遠景村山谷

1961年，佐敦谷水塘建成。貧民在1960年代起在佐敦谷水塘東北面的山谷搭建木屋聚居和耕作。遠景村三面環山，在1970年代末順利新區和順利臨時房屋區落成之前，村民日常生活需繞經水塘、由原七號墳場改建而成的木屋徙置區、嘉道理農業輔助會農場的小徑進出清水灣道。該處位置偏遠，交通不便，出入市區皆要依靠非法「白牌車」接載，供水設施短缺及衛生惡劣，又缺乏公共電話設備及教育設施。
佐敦谷水塘在1980年代初停用，遠景村亦隨即於1984年被清拆。水塘和山谷地皮於1986年被劃作佐敦谷堆填區，山谷被完全填平，所有遺跡被埋在泥土和垃圾中。堆填區於1990年關閉，遠景村原址現已發展成佐敦谷公園，並於2010年9月份落成啟用。

## 事件
- 1982年，遠景村發生山泥傾瀉，有木屋和居民被淹埋，造成1死3傷，80多名居民需緊急疏散。[1]

## 知名居民
- 丘華有：滙信集團創辦人、慈善家